# Портрет Алексея Петровича Мелиссино
«Портрет Алексея Петровича Мелиссино» — картина Джорджа Доу и его мастерской, из Военной галереи Зимнего дворца.
Картина представляет собой погрудный портрет генерал-майора Алексея Петровича Мелиссино из состава Военной галереи Зимнего дворца.
К началу Отечественной войны 1812 года генерал-майор Мелиссино был шефом Лубенского гусарского полка и командовал бригадой в 11-й кавалерийской дивизии, во время отступления русских войск прикрывал фланг 3-й Западной армии, затем совершил рейд по тылам французов в Польше. Во время Заграничного похода 1813 года захватил Варшаву и далее сражался в Саксонии, погиб в сражении под Дрезденом.
Изображён в генеральском доломане Лубенского гусарского полка, введённом в 1809 году, на плечо наброшен ментик. Через плечо перекинута Анненская лента с лядуночной перевязью поверх неё. Слева на груди звезда ордена Св. Анны 1-й степени; на шее крест прусского ордена Красного орла 2-й степени; справа на ментике крест ордена Св. Георгия 4-го класса и серебряная медаль «В память Отечественной войны 1812 года» на Андреевской ленте. Памятная медаль войны 1812 года изображена ошибочно — первые документально зафиксированные награждения этой медалью в действующей армии состоялись спустя более чем через два месяца после смерти Мелиссино и он не успел её получить. Подпись на раме с ошибкой в фамилии: А. П. Мелисино, Генералъ Маiоръ.
7 августа 1820 года Комитетом Главного штаба по аттестации Мелиссино был включён в список «генералов, заслуживающих быть написанными в галерею» и 3 июля 1821 года император Александр I приказал написать его портрет. Поскольку Мелиссино погиб в 1813 году, то художник основывался на портрете-прототипе. Гонорар Доу был выплачен 24 февраля 1822 года. Портрет поступил в Эрмитаж 7 сентября 1825 года. Портрет-прототип современным исследователям неизвестен.
В 1840-е годы в мастерской К. Края по рисунку И. А. Клюквина с портрета была сделана литография, опубликованная в книге «Император Александр I и его сподвижники» и впоследствии неоднократно репродуцированная.